# Hyophilopsis stomatodonta
Hyophilopsis stomatodonta là một loài rêu trong họ Pottiaceae. Loài này được (Cardot) H.A. Crum mô tả khoa học đầu tiên năm 1965.